# 3-乙基戊醛
3-乙基戊醛是一种有机化合物，化学式为C7H14O。它可由4-乙基戊醇和吡啶氯铬酸盐的氧化反应制得，或通过3-亚甲基戊烷在乙酰丙酮二羰基铑的催化下的羰基化反应得到。在催化下，它可以和硝基甲烷发生亨利反应，生成4-乙基-1-硝基-2-己醇。